# Kitty Hawk-klass
Kitty Hawk-klass var en fartygsklass av hangarfartyg i USA:s flotta. Klassen tjänstgjorde från 1961 fram till 2009 då USS Kitty Hawk, det äldsta fartyget, var även den sista att tas ur tjänst.
Fartygen i Kitty Hawk-klassen var de hittills sista hangarfartygen, borträknat amfibiefartyg med flygdäck, som byggts för den amerikanska flottan som inte har kärnkraftsreaktorer som fartygens kraftkälla.  

## Fartyg
Klassen bestod av fyra fartyg, varav det sista ibland räknas som en egen klass: 
| Namn (skrov)                | Emblem           | Varv                      | Beställd         | Kölsträckt        | Sjösatt          | I tjänst         | Ur tjänst        | Öde                                               | Not              |                  |
| Kitty Hawk-klass            | Kitty Hawk-klass | Kitty Hawk-klass          | Kitty Hawk-klass | Kitty Hawk-klass  | Kitty Hawk-klass | Kitty Hawk-klass | Kitty Hawk-klass | Kitty Hawk-klass                                  | Kitty Hawk-klass | Kitty Hawk-klass |
| --------------------------- | ---------------- | ------------------------- | ---------------- | ----------------- | ---------------- | ---------------- | ---------------- | ------------------------------------------------- | ---------------- | ---------------- |
| USS Kitty Hawk (CV-63)      |                  | New York Shipbuilding     | 1 oktober 1955   | 27 december 1956  | 21 maj 1960      | 29 april 1961    | 12 maj 2009      | Skrotning påbörjad i juni 2022                    | [ 3 ]            |                  |
| USS Constellation (CV-64)   |                  | Brooklyn Navy Yard        | 1 juli 1956      | 14 september 1957 | 8 oktober 1960   | 27 oktober 1961  | 7 augusti 2003   | Skrotad 2015 i Brownsville, Texas                 | [ 4 ]            |                  |
| USS America (CV-66)         |                  | Newport News Shipbuilding | 25 november 1960 | 9 januari 1961    | 1 februari 1964  | 23 januari 1965  | 9 augusti 1996   | Sänkt som mål under övning i Atlanten 14 maj 2005 | [ 5 ]            |                  |
| John F. Kennedy-varianten   |                  |                           |                  |                   |                  |                  |                  |                                                   |                  |                  |
| USS John F. Kennedy (CV-67) |                  | Newport News Shipbuilding | 30 april 1964    | 22 Oktober 1964   | 27 maj 1967      | 7 september 1968 | 23 mars 2007     | Ska skrotas                                       | [ 6 ]            |                  |

Hangarfartyget med nummer 65 var USS Enterprise (CVN-65) och som var världens första kärnkraftsdrivna hangarfartyg och därmed utgjorde en egen fartygsklass.

### USS John F. Kennedy (CV-67)
Hangarfartyget USS John F. Kennedy (CV-67) var i grunden ett fartyg av Kitty Hawk-klass, men genomgick så många modifieringar och särlösningar att den ibland ansågs utgöra en egen fartygsklass inom den amerikanska flottan.